# 히 러브스 미
《히 러브스 미》(A La Folie... Pas Du Tout, He Loves Me... He Loves Me Not)는 프랑스에서 제작된 래티샤 콜롱바니 감독의 2002년 멜로/로맨스, 스릴러 영화이다. 오드리 토투 등이 주연으로 출연하였고 샤를르 가쏘 등이 제작에 참여하였다.

## 출연

### 주연
- 오드리 토투
- 사무엘 르 비앙
- 이자벨 까레
- 소피 귀레민
- 끌레망 시보니
- 에로디 나바레
- 에릭 사빈
- 바니아 빌레르스

### 조연
- 나탈리 크렙스
- 알랑 레이몬드
- 사브리나 세이베쿠

## 기타
- 의상: 자클린 부샤드
- 배역: 피에르자크 베니슈

## 한국어 더빙 성우진(MBC)
- 김서영 - 앙젤리크 (오드리 토투)
- 박조호 - 로익 (사뮈엘 르 비안)
- 박영희 - 라셀 (이자벨 까레)
- 박선영 - 엘로이즈 (소피 귀레민)
- 고성일 - 데이비드 (클레멘트 시보니)
- 기경옥
- 이인성
- 최한
- 문남숙
- 박신희
- 방성준
- 이원찬
- 정재헌
- 조현정
- 김두희
- 류승곤
- 양준건
- 유상우
- 이민하
- 한경화

## 반응

### 평가
아멜리에 영화 평론가들에 의해 반복적으로 비교되는 이 영화는 로튼 토마토에서 73% Fresh 등급을 보유함으로써 대체적으로 매우 긍정적인 평가를 받았다.

### 박스오피스
프랑스에서 이 영화는 580,084명의 관람수를 기록했다.